# Сорроче, Гинес
Гинес Сорроче Пиньеро (исп. Ginés Sorroche Piñero; 24 марта 2004, Лорка, Испания) — испанский футболист, полузащитник клуба «Бетис Депортиво».

## Клубная карьера
15 февраля 2024 года Сорроче дебютировал за основную команду «Реал Бетиса» в матче Лиги конференций УЕФА против хорватского клуба «Динамо».